# Luis Gnecco
Luis Enrique Gnecco Dessy (Santiago, 12 de diciembre de 1962) es un actor chileno de cine, teatro y televisión.
En Chile ha sido conocido por la interpretación, desde muy joven, en roles cómicos en teleseries como La Intrusa, Villa Napoli, Jaque Mate, Santo Ladrón, Brujas, y Soltera Otra Vez, entre otras. Asimismo, desde los ochenta participó de programas de comedia como El desjueves y de De chincol a jote.
En cine su carrera comenzó a fines de los ochenta con Hay algo allá afuera, protagonizando años después la nominada al Premio Óscar, No (2012) de Pablo Larraín, El Bosque de Karadima (2015) como Fernando Karadima, el polémico sacerdote chileno, y Neruda (2016), en el rol del poeta, la película fue postulada al Globo de Oro y el nominado al Premio Platino a la Mejor Interpretación Masculina. Ha incursionado en el cine europeo, argentino y mexicano The Two Popes , L’Uomo del Labirinto, La Regola D’oro, el Ángel, y Confesiones. En 2022 participó de la película "Bardo", de Alejandro G. Iñárritu.
En teatro, su carrera comenzó con la obra Amadeus, integrando luego la compañía La Memoria, que fue dirigida por Alfredo Castro. Su última interpretación fue en el rol de Mark Rothko en RED, obra escrita por John Logan. Es el único actor que ha interpretado en español el rol creado por Ricki Gervais para la serie The Office, en su versión local La Ofis.
En series de plataforma ha participado en Prófugos (HBO), Narcos (Netflix) Aelt (Fox Premium), El Presidente y La Jauria (Primevideo) Non Uccidere (RAI), y Masantonio (Prime Video Italia).

## Biografía
Comenzó estudiando Licenciatura en Biología en la Universidad de Chile, pero luego de tres años, un profesor le recomendó estudiar teatro dado el histrionismo cómico con que hacía sus presentaciones que no tenían ningún rigor científico. Ingresó así a la academia de Fernando González, pero no terminó sus estudios regulares puesto que empezó a trabajar profesionalmente antes de finalizar.

## Desarrollo profesional
Su debut lo hizo con el montaje en Santiago de la obra Amadeus (1984) dirigida por el mismo equipo que la montó en Londres.  Debido a su relación con Milena Vodanovic Johnson, hija de Sergio Vodanovic, comenzó a trabajar en teatro de autor. A partir de allí inició trabajos teatrales con diversos directores de renombre de la escena teatral, para formar parte de a partir de 1987 de la compañía La Memoria de teatro de experimentación, dirigida por Alfredo Castro. Junto con esta labor desarrolla una carrera paralela en televisión haciendo gala de una faceta cómica en diferentes teleseries, lo que culmina con el debut como conductor del show de sátira política El desjueves, de gran impacto por ser el primero de este orden en la televisión chilena. Durante muchos años cultivó este perfil en televisión, con participaciones esporádicas en cine, volviendo a retomar su labor teatral en 2002 con Devastados de Sara Kane, nuevamente con La Memoria. Por unos años vuelve al teatro de vanguardia, compatibilizándolo con la televisión.
En 2008, su rol en la versión en español de The Office, le valió buenas críticas del creador original, Ricky Gervais.
Un giro en los personajes cómicos con los que siempre se asoció, se produjo con Prófugos de HBO el 2010. A partir de allí inicia una colaboración con Pablo Larraín en Post Mortem, No y Neruda, obteniendo nominaciones a varios premios. Por su rol del poeta la crítica del New York Times, Manohla Darghis, lo considera dentro de los cinco mejores actores que deberían integrar una lista para el Oscar.
En Chile, su rol en El Bosque de Karadima, como el sacerdote Karadima, sindicado de serios abusos, le valió varios premios entre ellos Premio Caleuche como mejor actor protagónico y Premio Pedro Sienna por Mejor Interpretación Masculina. También ganó el premio en la categoría "mejor actor" en el History Havana Film Festival 2016 (HFFNY) en Nueva York, gracias a su papel protagonista en la película El bosque de Karadima.
Ha participado en series de plataformas y, a partir del 2017, comienza su incursión en producciones italianas, país que le otorgó la doble nacionalidad. La Prima Luce, (Vincenzo Marra), Non Uccidere (Claudio Noce), La Regola d’Oro (Alessandro Lunardelli), L’uomo del Labirinto (Donato Carrisi), Masantonio (Kiko Rossatti).
Su última participación teatral fue el 2015 en el rol de Mark Rothko en la aclamada RED.
En cine ha participado en producciones argentinas El Ángel (Luis Ortega) y La misma Sangre (Miguel Cohan).
Ha seguido participando en televisión siendo jurado de Got Talent Chile, la versión del afamado programa de talentos británico y en los últimos tiempos ha incursionado en el mercado mexicano con series y películas.

## Filmografía

### Cine
| Año  | Película                                          | Rol                                    | Director                    |
| ---- | ------------------------------------------------- | -------------------------------------- | --------------------------- |
| 1990 | Hay algo allá afuera                              | Aldo                                   | Pepe Maldonado              |
| 1993 | Johnny cien pesos                                 | Alfonso                                | Gustavo Graef Marino        |
| 2003 | Sexo con amor                                     | Tomás                                  | Boris Quercia               |
| 2003 | Buscando a la señorita Hyde                       | Inspector Gormaz                       | Pepe Maldonado              |
| 2005 | Paréntesis                                        | Gustavo                                | Francisca Schweitzer        |
| 2005 | Alberto: ¿quién sabe cuánto cuesta hacer un ojal? | Tío                                    | Ricardo Larraín             |
| 2006 | Padre Nuestro                                     | Pedro                                  | Rodrigo Sepúlveda           |
| 2007 | Casa de remolienda                                | Mauricio Valdebenito                   | Ignacio Eyzaguirre          |
| 2007 | El clavel negro                                   | Oliva (jefe de protocolo de La Moneda) | Åsa Faringer                |
| 2008 | ChilePuede                                        | Ministro del Interior                  | Ricardo Larraín             |
| 2009 | El visitante nocturno                             |                                        | Pepe Maldonado              |
| 2009 | El baile de la victoria                           | Monasterio                             | Fernando Trueba             |
| 2010 | Post Mortem                                       | Tato                                   | Pablo Larraín               |
| 2012 | Joven y alocada                                   | Entrevistado                           | Marialy Rivas               |
| 2012 | Pérez                                             | Pérez                                  | Álvaro Viguera              |
| 2012 | No                                                | José Tomás Urrutia                     | Pablo Larraín               |
| 2012 | Paseo de oficina                                  | Leo                                    | Roberto Artiagoitia         |
| 2013 | El derechazo                                      | Rubén Morales                          | Lalo Prieto                 |
| 2014 | The Stranger                                      | Teniente De Luca                       | Guillermo Amoedo            |
| 2014 | Aurora                                            | Pedro                                  | Rodrigo Sepúlveda           |
| 2015 | El Bosque de Karadima                             | Fernando Karadima                      | Matías Lira                 |
| 2015 | La prima luce                                     | Avv. Ramos                             | Vincenzo Marra              |
| 2016 | Neruda                                            | Pablo Neruda                           | Pablo Larraín               |
| 2016 | Aquí no ha pasado nada                            | Gustavo Barría                         | Alejandro Fernández         |
| 2017 | Una mujer fantástica                              | Gabriel Onetto Pertier                 | Sebastián Lelio             |
| 2017 | Artax: un nuevo comienzo                          | Vasco Zartundúa                        | Diego Corsini               |
| 2018 | El Ángel                                          | Héctor Robledo Puch                    | Luis Ortega                 |
| 2019 | La misma sangre                                   | Lautaro                                | Miguel Cohan                |
| 2019 | Los dos papas                                     | Cardenal Cláudio Hummes                | Fernando Meirelles          |
| 2019 | L'uomo del labirinto                              | Mordecai Lumann                        | Donato Carrisi              |
| 2020 | Nadie sabe que estoy aquí                         | Braulio                                | Gaspar Antillo              |
| 2020 | Tengo miedo torero                                | Myrna                                  | Rodrigo Sepúlveda           |
| 2020 | La Regola d'Oro                                   | DeLollis                               | Alessandro Lunardelli       |
| 2020 | Matar a Pinochet                                  | Carlos Magni                           | Juan Ignacio Sabatini       |
| 2022 | Bardo, falsa crónica de unas cuantas verdades     |                                        | Alejandro González Iñárritu |
| 2023 | Confesiones                                       | Ramiro                                 | Carlos Carrera              |
| 2024 | Salvajes                                          | Arturo                                 | Rodrigo Guerrero            |

### Telenovelas
| Año  | Teleserie                      | Personaje         | Cadena   |
| ---- | ------------------------------ | ----------------- | -------- |
| 1985 | El prisionero de la medianoche | Garzón            | Canal 13 |
| 1987 | La invitación                  | Horacio Pinto     | Canal 13 |
| 1988 | Semidiós                       | Jaime             | Canal 13 |
| 1989 | La intrusa                     | Aldo Albanez      | Canal 13 |
| 1991 | Villa Nápoli                   | Benito Carvajal   | Canal 13 |
| 1992 | Trampas y caretas              | Amadeo Morales    | TVN      |
| 1993 | Jaque mate                     | Onofre Fajardo    | TVN      |
| 1994 | Rompecorazón                   | Mauricio Gándara  | TVN      |
| 1996 | Adrenalina                     | Álvaro del Canto  | Canal 13 |
| 2000 | Santo ladrón                   | Otilio Benítez    | TVN      |
| 2001 | Amores de mercado              | Bernardo Torres   | TVN      |
| 2002 | Purasangre                     | Julio Marambio    | TVN      |
| 2003 | Pecadores                      | Reinaldo Gatica   | TVN      |
| 2004 | Destinos cruzados              | Máximo Tagliati   | TVN      |
| 2004 | 17                             | Marco Talavera    | TVN      |
| 2005 | Brujas                         | Leopoldo Quevedo  | Canal 13 |
| 2006 | Descarado                      | Moisés Castillo   | Canal 13 |
| 2007 | Papi Ricky                     | Leonardo Garay    | Canal 13 |
| 2008 | Lola                           | Ernesto Anguita   | Canal 13 |
| 2009 | Cuenta conmigo                 | Baltazar Polidori | Canal 13 |
| 2009 | Corazón rebelde                | Rubén Iturra      | Canal 13 |
| 2012 | Soltera otra vez               | Sergio Monroy     | Canal 13 |
| 2013 | Soltera otra vez 2             | Sergio Monroy     | Canal 13 |
| 2014 | Chipe libre                    | Ricardo Felman    | Canal 13 |
| 2015 | 20añero a los 40               | Cristián Grez     | Canal 13 |
| 2017 | Soltera otra vez 3             | Sergio Monroy     | Canal 13 |
| 2020 | La torre de Mabel              | Arturo Fernández  | Canal 13 |

### Series y unitarios
| Año       | Serie                           | Rol                                | Episodios    | Canal       |
| --------- | ------------------------------- | ---------------------------------- | ------------ | ----------- |
| 1987-1991 | De chincol a jote               | Varios                             |              | Canal 13    |
| 2002      | La vida es una lotería          | José Ramón                         | 1 episodio   | TVN         |
| 2003      | Cuentos de mujeres              | Marco                              | 1 episodio   | TVN         |
| 2004      | El cuento del tío               | Víctor                             | 1 episodio   | TVN         |
| 2004      | Loco por ti                     | Taxista                            | 2 episodios  | TVN         |
| 2005      | Tiempo final: en tiempo real    | Tito                               |              | TVN         |
| 2005      | Los Galindo                     | César Aros                         |              | TVN         |
| 2005      | Heredia & asociados             | González                           |              | TVN         |
| 2005      | Los simuladores                 | Federico                           | 2 episodios  | Canal 13    |
| 2007      | Héroes                          | Eugenio Necochea                   | 1 episodio   | Canal 13    |
| 2009      | La Ofis                         | Manuel Cerda                       | 12 episodios | Canal 13    |
| 2010      | La Colonia                      | José Miguel Gorgona y Palo Quemado | 44 episodios | Mega        |
| 2011      | Historias de la primera vez     | Papá de Rodrigo                    | 1 episodio   | América TV  |
| 2011-2013 | Prófugos                        | Mario Moreno                       | 26 episodios | HBO         |
| 2013      | El hombre de tu vida            | Manuel                             | 1 episodio   | Canal 13    |
| 2015      | Narcos                          | La Cucaracha                       | 1 episodio   | Netflix     |
| 2015      | El Bosque de Karadima: la serie | Fernando Karadima                  | 3 episodios  | Chilevisión |
| 2017      | Papá mono                       | Caco Martínez                      | 14 episodios | Canal 13    |
| 2017      | Non uccidere                    | Padre Saverio                      | 1 episodio   | RAI         |
| 2018      | Aquí en la Tierra               | Orlando Calles                     | 3 episodios  | Fox Premium |
| 2019      | Los Espookys                    | Papa Francisco                     | 1 episodio   | HBO         |
| 2020      | El presidente                   | Luis Bedoya                        | 8 episodios  | Prime Video |
| 2020      | La jauría                       | Claudio Valenzuela                 | 3 episodios  | Prime Video |
| 2021      | 62: Historia de un mundial      | Corrado                            | 2 episodios  | TVN         |
| 2022      | La jauría                       | Claudio Valenzuela                 | 8 episodios  | Prime Video |
| 2023      | Las Viudas de los Jueves        |                                    |              | Netflix     |
| 2024      | Baby Bandito                    | Padre de Panda                     |              | Netflix     |
| 2024      | La Máquina                      | Facundo                            |              | Hulu        |

## Radio
- Durante cuatro temporadas formó parte en Radio Infinita de un show satírico de actualidad. La Risa es Infinita.[15]

## Publicidad
Durante sus primeros años como actor participó en spot de publicidad, siendo muy popular en los últimos años por ser el rostro asociado a la marca OIKOS de Danone y su  primer comercial fue bebida Pepsi en 1989 con la joven Alejandra Fosalba.

## Podcast
- Caso 63: Lo que viene después de la pandemia (Spotify, 2020) - Dr. Aldo Rizzolatti[17]
- Historias de seguridad de ENGIE, una serie de tres podcasts, escritos y dirigidos por Luis Gnecco y producidos por La Familia podcasting.

## Videos musicales
| Año  | Título | Artista    | Dirección        |
| ---- | ------ | ---------- | ---------------- |
| 2017 | OVNIS  | José Biggs | Alexander Tupper |

## Premios y nominaciones
| Año  | Premio       | Categoría                                   | Trabajo  | Resultado |
| ---- | ------------ | ------------------------------------------- | -------- | --------- |
| 2016 | Caleuche     | MEJOR ACTOR PROTAGÓNICO                     | Karadima | Ganador   |
| 2016 | Pedro Sienna | MEJOR INTERPRETACIÓN PROTAGONISTA MASCULINA | Karadima | Ganador   |
| 2017 | Caleuche     | MEJOR ACTOR PROTAGÓNICO                     | Neruda   | Ganador   |